# Lista de rodovias do Paraná
O sistema rodoviário do estado do Paraná possui 118.625 quilômetros de rodovias,[carece de fontes?] cuja jurisdição distribui-se da seguinte forma: 
- Rodovias Federais: 3.968 km
- Rodovias Estaduais: 11.931 km
- Rodovias Municipais: 102.726 km

Deste total, 20.296 km (17,11%) correspondem a rodovias pavimentadas, enquanto os demais 98.329 km (82,89%) correspondem a rodovias não pavimentadas ou em obras.

## Rodovias federais
Os 3968 quilômetros de vias federais que cortam o Paraná estão distribuídos em 18 rodovias (BRs):
- BR-101:   0 km
- BR-116: 227,9 km
- BR-153: 430,6 km
- BR-158: 278,9 km
- BR-163: 330 km
- BR-272: 116,9 km
- BR-277: 748,8 km
- BR-280:  63 km
- BR-369: 416,9 km
- BR-373: 281,9 km
- BR-376: 567,4 km
- BR-466:  29,9 km
- BR-467:   6,5 km
- BR-469:  22,4 km
- BR-476: 346,5 km
- BR-480:   0 km
- BR-487:  95 km
- BR-600:   6 km

- Nota 1: Alguns trechos de rodovias federais são coincidentes, ou seja, a mesma via física é computada no trajeto de duas ou mais rodovias. Para os cálculos acima, cada trecho foi somado em uma única rodovia federal, pois em caso de soma de trechos coincidentes, o valor total da malha rodoviária seria superior ao efetivamente existente.
- Nota 2: A rodovia BR-101 possui apenas trechos planejados no Paraná, por esta razão sua quilometragem está zerada na lista acima.[2]
- Nota 3: Todos os trechos da rodovia BR-480 no Paraná coincidem com trechos da BR-158, por esta razão sua quilometragem está zerada na lista acima, sendo computados na BR-158.[3]

## Rodovias estaduais
As rodovias estaduais paranaenses são divididas em 3 tipos: permanentes, transitórias e de acesso.  Atualmente, totalizam 229 rodovias.

### Rodovias permanentes
As rodovias estaduais permanentes são definidas pelo Sistema Rodoviário Estadual, nomeadas com a sigla do Estado (PR) seguida de três números que indicam a rodovia em si.  Atualmente, esta lista é composta por 166 rodovias:
- PR-082
- PR-090
- PR-092
- PR-151
- PR-160
- PR-170
- PR-180
- PR-182
- PR-218
- PR-239
- PR-281
- PR-317
- PR-323
- PR-340
- PR-364
- PR-369
- PR-400
- PR-404
- PR-405
- PR-407
- PR-408
- PR-410
- PR-411
- PR-412
- PR-415
- PR-417
- PR-418
- PR-419
- PR-420
- PR-422
- PR-423
- PR-424
- PR-427
- PR-428
- PR-431
- PR-433
- PR-435
- PR-436
- PR-437
- PR-438
- PR-439
- PR-441
- PR-442
- PR-443
- PR-444
- PR-445
- PR-446
- PR-447
- PR-448
- PR-449
- PR-450
- PR-451
- PR-452
- PR-453
- PR-454
- PR-455
- PR-456
- PR-457
- PR-458
- PR-459
- PR-460
- PR-461
- PR-462
- PR-463
- PR-464
- PR-465
- PR-468
- PR-470
- PR-471
- PR-472
- PR-473
- PR-474
- PR-475
- PR-477
- PR-478
- PR-479
- PR-481
- PR-482
- PR-483
- PR-484
- PR-485
- PR-486
- PR-488
- PR-489
- PR-490
- PR-491
- PR-492
- PR-493
- PR-494
- PR-495
- PR-496
- PR-497
- PR-498
- PR-506
- PR-508
- PR-509
- PR-510
- PR-511
- PR-512
- PR-513
- PR-515
- PR-517
- PR-518
- PR-519
- PR-522
- PR-525
- PR-526
- PR-531
- PR-532
- PR-534
- PR-535
- PR-536
- PR-537
- PR-538
- PR-539
- PR-540
- PR-541
- PR-542
- PR-543
- PR-544
- PR-545
- PR-546
- PR-547
- PR-548
- PR-549
- PR-550
- PR-551
- PR-552
- PR-553
- PR-554
- PR-555
- PR-556
- PR-557
- PR-558
- PR-559
- PR-560
- PR-561
- PR-562
- PR-563
- PR-565
- PR-566
- PR-567
- PR-569
- PR-570
- PR-573
- PR-574
- PR-575
- PR-576
- PR-577
- PR-580
- PR-581
- PR-582
- PR-583
- PR-585
- PR-586
- PR-587
- PR-589
- PR-590
- PR-592
- PR-650
- PR-662
- PR-670
- PR-680
- PR-681
- PR-682
- PR-683
- PR-690

### Rodovias coincidentes
Existe uma nomenclatura especial para as rodovias estaduais coincidentes, que recebem a nomenclatura PRC-xxx (Antiga PRT-xxx). Uma rodovia estadual coincidente é aquela construída pelo governo estadual em um trecho em que está planejada a construção de uma rodovia federal. As rodovias estaduais transitórias recebem os mesmos números das rodovias federais que futuramente a substituirão quando forem construídas. Exemplo: a PRC-272 existe em trechos previstos para constituírem-se em trechos da BR-272. Segue-se a lista destas 8 rodovias:
| - PRC-158 | - PRC-272 | - PRC-280 | - PRC-369 | - PRC-373 | - PRC-466 | - PRC-467 | - PRC-487 |

### Rodovias de acesso
As rodovias estaduais numeradas como PR-8xx e PR-9xx são consideradas rodovias de acesso, pois proporcionam acesso da sede de um município a outras rodovias federais e estaduais e/ou possibilitam acesso a aeroportos, portos, parques estaduais e pontos de atração turística. Geralmente tem extensão inferior a 25 Km. Segue-se a lista destas 55 rodovias:
- PR-800
- PR-802
- PR-804
- PR-806
- PR-808
- PR-810
- PR-813
- PR-815
- PR-816
- PR-820
- PR-825
- PR-831
- PR-835
- PR-836
- PR-838
- PR-845
- PR-846
- PR-848
- PR-850
- PR-852
- PR-855
- PR-862
- PR-873
- PR-874
- PR-875
- PR-876
- PR-878
- PR-879
- PR-880
- PR-881
- PR-883
- PR-884
- PR-885
- PR-886
- PR-889
- PR-892
- PR-897
- PR-910
- PR-918
- PR-920
- PR-925
- PR-930
- PR-933
- PR-935
- PR-937
- PR-940
- PR-951
- PR-960
- PR-961
- PR-962
- PR-963
- PR-967
- PR-969
- PR-980
- PR-986